# 雷操奭
雷操奭，麻醉科專科醫生，由1996年起接受明愛醫院麻醉科及手術室部門主管一職。於2006年，雷操奭被委以額外職務，兼掌管瑪嘉烈醫院、聖母醫院及仁濟醫院的麻醉科及手術室服務。

雷操奭於2010年5月17日起出任九龍東醫院聯網總監及基督教聯合醫院行政總監。

## 專業資格
- 澳洲雪梨大學內外全科醫學士 1981
- 澳洲皇家外科醫學院麻醉科院士 1988
- 香港麻醉科醫學院院士 1991
- 澳洲及紐西蘭麻醉科醫學院院士 1992
- 香港醫學專科學院院士 (麻醉科) 1993
- 香港麻醉科醫學院疼痛科文憑 1997

## 資料來源
- 醫院管理局委任新聯網總監 （页面存档备份，存于） 政府新聞網，2010年4月20日]